# قط سيامي

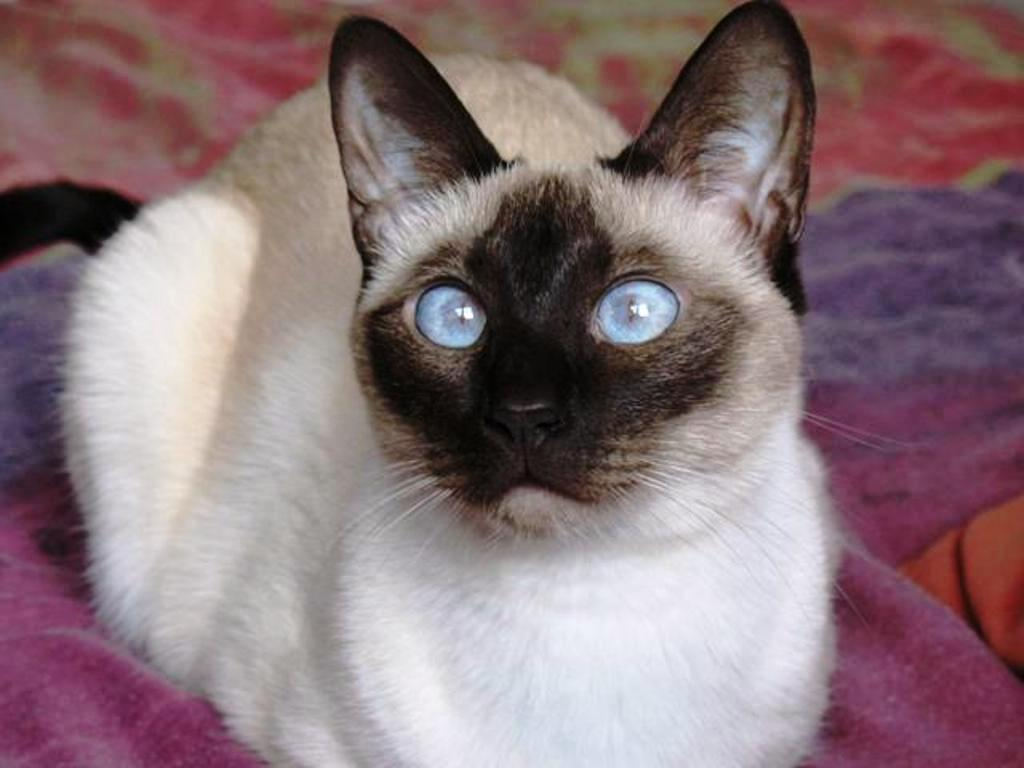

القط السيامي (بالإنجليزية: Siamese)‏ (بالتايلندية: วิเชียรมาศ) أصلها آسيوي أهداها ملك سيام إلى السيد أوين جولد القنصل الإنجليزي عام 1880 وظهرت بصورة رسمية في قصر كريستال في لندن ولقيت نجاحًا عظيمًا ثم وصلت لأمريكا 1890 ولم تكن بهذا الشكل الحالي بل كانت مكتنزة ورأسها مستدير قليلا ثم تدخل متخصصى تربيته لإعطائه مناعة أكثر بالتزاوج فنتج عنه هذا النوع السيامي الحالي الشعر (المعطف) قصير الشعر فاخر ومثقول اللون يرتدى قناع والاذنان والسيقان والاقدام والذيل والعيون زرقاء يولد الصغار بلون أبيض فاتح ثم يزيدوا عمقانا له أربع ألوان عجل البحر وهو اللون المنتشر حاليا الأزرق يكون اللون الغامق رمادي والجسم أبيض ثلجي والشيكولا معطف عاجى والظلال بلون الحليب بالشيكولاته واللون الليلكى نادر وهو أبيض ثلجى والغامق رمادى وردى وكذلك وسائد المخلب وطرف الانف.
رأس القط السيامى يجب أن يكون مثلث كامل من طرفى الأذن والأنف طويل والعينان لوزيتا الشكل تميل جهة الأنف وهم دائما زرقاوان الذيل القصير علامة النقاوة ولكن المنتشر هو الذيل الطويل الرفيع وأحيانا به عقدة في نهايته طباعه حادة معقد حساس وردات فعله لا يمكن التنبأ بها وانثاه خصبة ولودة. كما ويكره القط السيامي أن يشاركه أحد في علاقته مع صاحبه لذلك تجده دائما شرساً تجاه قطط أخرى موجودة معه في المنزل. ويحب أن يحتفظ بعلاقة خاصة مع شخص واحد دوناً عن كل الموجودين في المنزل ومن السهل أن تقوم بتدريب القط السيامي كأن تعلمه أن يستلقي ويجلس ويقف على قائمتيه الخلفيتين وأن يقوم بإحضار بعض الألعاب ان رميتها بعيداً.
يحب القط السيامي اللعب بالماء على عكس القطط الأخرى التي تخاف من الماء بشكل مبالغ فيه.

## الطبع
عادة ما تكون القطط السيامية حنونة وذكية للغاية، وتشتهر بطبيعتها الإجتماعية. يستمتع الكثيرون بالتواجد مع الناس ويوصفون أحيانًا بأنهم «منفتحون». غالبًا ما يرتبطون بقوة بشخص واحد. عادة ما تكون هذه القطط نشطة ومرحة، حتى لو كانت بالغة، وغالبًا ما توصف بأنها تشبه سلوك الكلاب أكثر من القطط الأخرى.

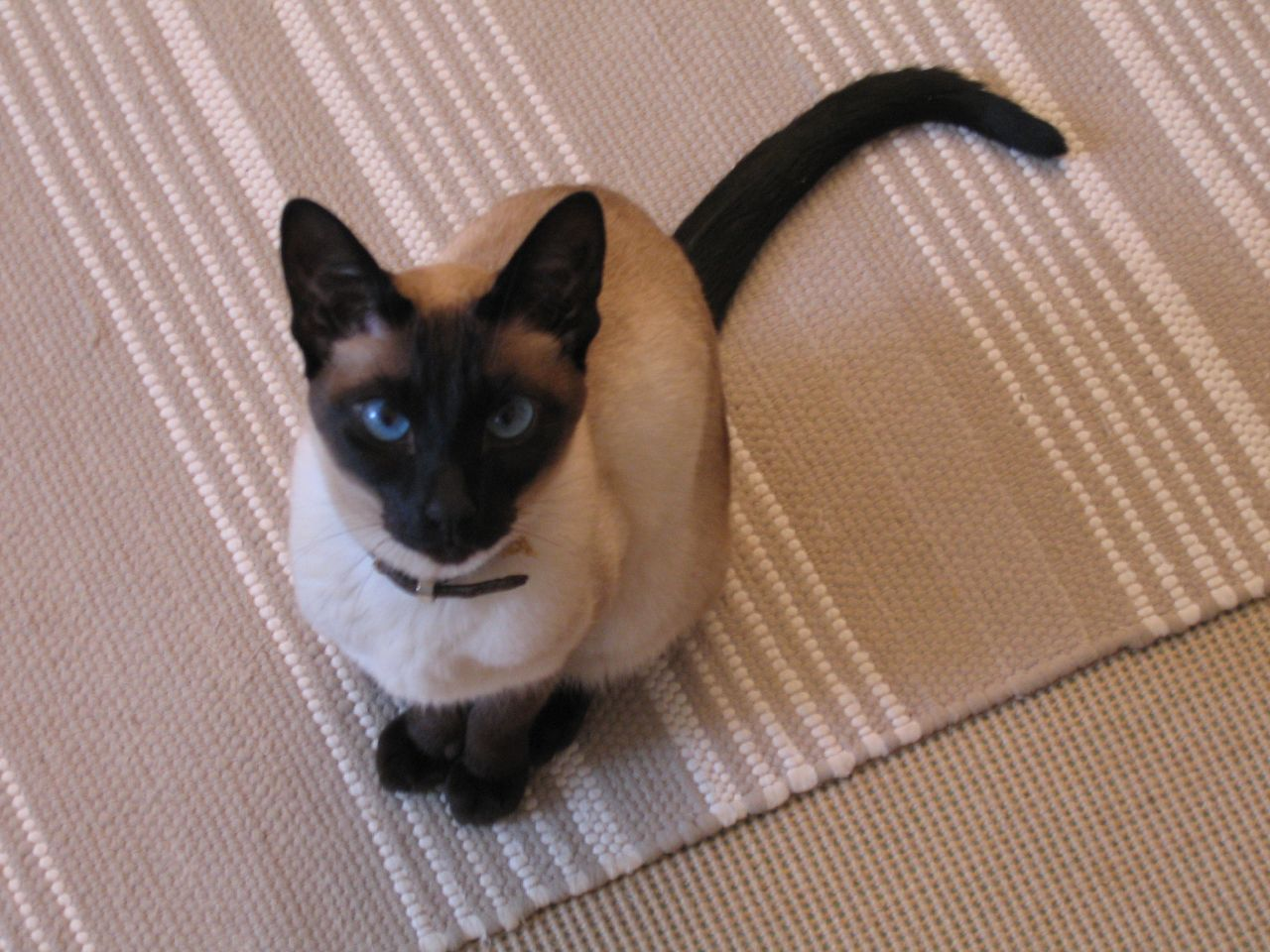

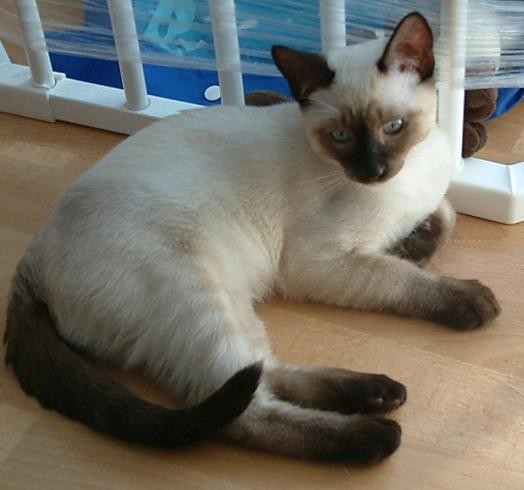

## معرض صور

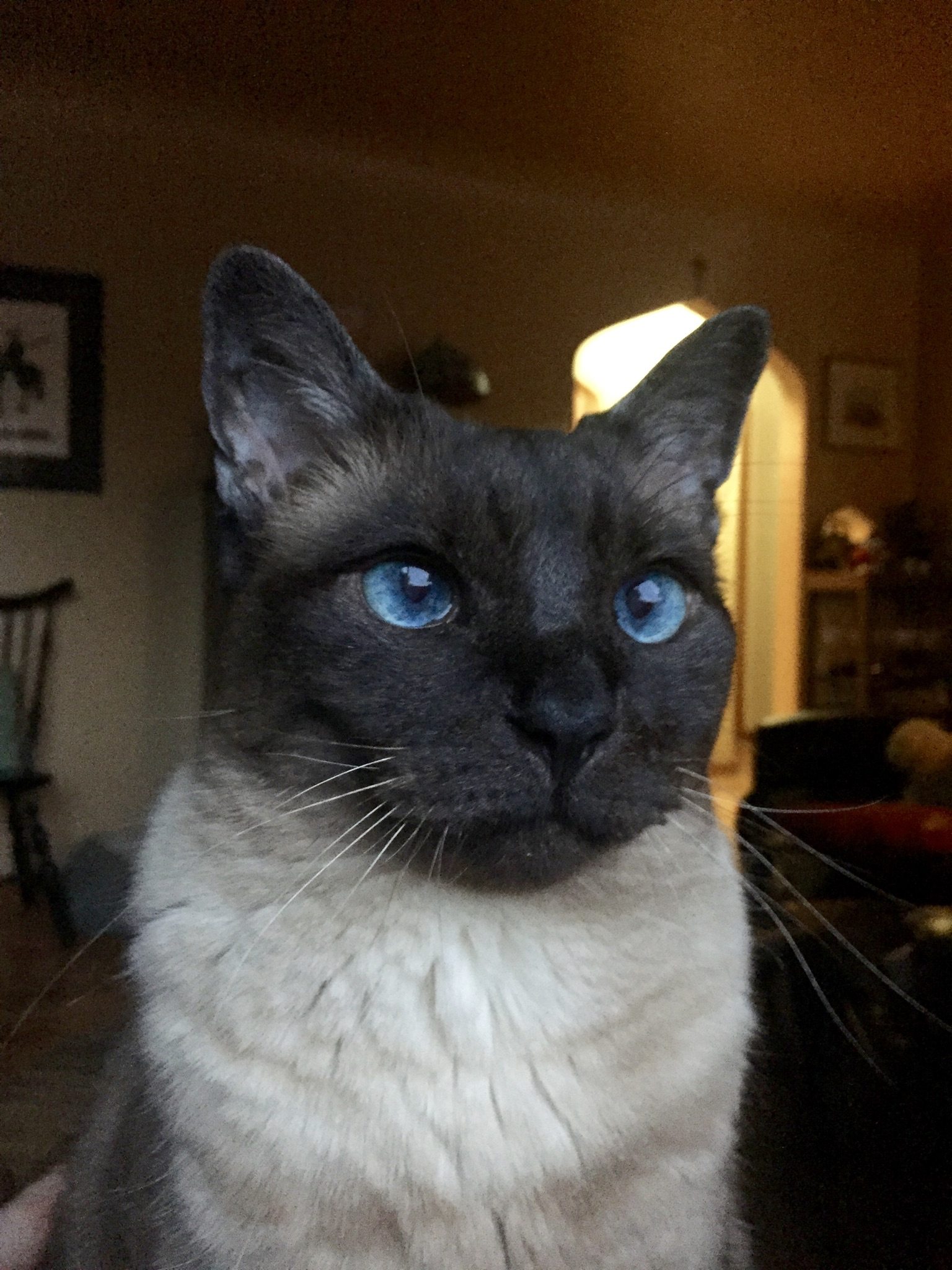
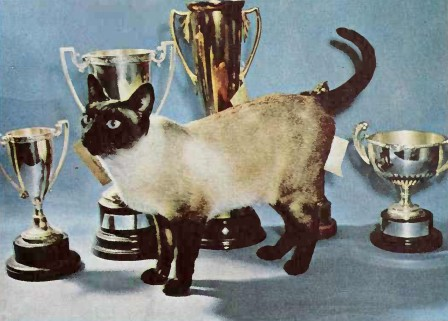
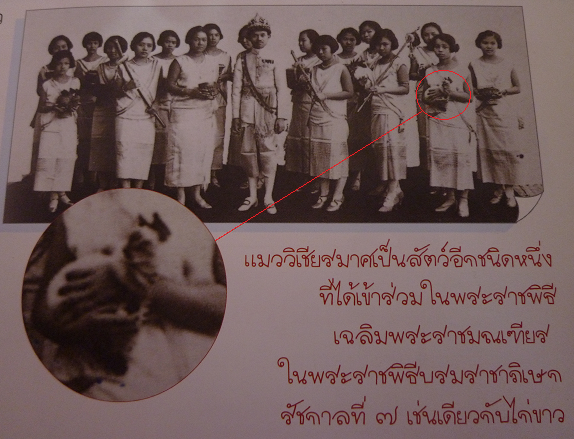